# Ilse Keydel
Ilse Keydel (Hannover, 1921-Hannover, 2003) fue una deportista alemana que compitió para la RFA en esgrima, especialista en la modalidad de florete. Ganó tres medallas en el Campeonato Mundial de Esgrima entre los años 1953 y 1958.

## Palmarés internacional
| Campeonato Mundial | Campeonato Mundial          | Campeonato Mundial | Campeonato Mundial  |
| Año                | Lugar                       | Medalla            | Prueba              |
| ------------------ | --------------------------- | ------------------ | ------------------- |
| 1953               | Bruselas (Bélgica)          | Medalla de bronce  | Florete individual  |
| 1957               | París (Francia)             | Medalla de plata   | Florete por equipos |
| 1958               | Filadelfia (Estados Unidos) | Medalla de plata   | Florete por equipos |